# Jacco Wallinga
Jacob (Jacco) Wallinga (Noordoostpolder, 1968) is een Nederlandse wetenschapper. Hij is bijzonder hoogleraar mathematische modellering van infectieziekten aan het Leids Universitair Medisch Centrum. Hij geniet vooral bekendheid als hoofd van de afdeling Modellering van Infectieziekten bij het RIVM.

## Levensloop
Wallinga groeide op in Creil. In 1979 werd een ontwerp van Wallinga uitgekozen om als basis te dienen voor het dorpswapen van Creil. Wallinga studeerde vanaf 1986 Agronomie aan de Wageningen-universiteit. In 1992 behaalde hij zijn ingenieurstitel. In 1998 promoveerde hij op een proefschrift met als titel Dynamics of Weed Populations: spatial pattern formation and implications for control.
Wallinga kwam in 1997 in dienst van het RIVM waar hij onderzoek doet naar dynamiek van infectieziekten. Sinds 2005 is hij hoofd van de afdeling Modellering van Infectiezieken. In 2020 werd hij bekend bij het grote publiek door zijn modellen waarmee de verspreiding van het coronavirus in kaart werd gebracht.
Het Leids Universitair Medisch Centrum benoemde Wallinga in 2015 als bijzonder hoogleraar mathematische modellering van infectieziekten. Hij had zitting in verschillende commissies van de Gezondheidsraad en adviseerde verschillende nationale overheden en internationale organisaties, zoals de WHO, hoe om te gaan met bepaalde epidemieën.

## Publicaties
- Lijst met wetenschappelijke publicaties op Google Scholar